# ۱۳ مهر
۱۳ مهر صد و نود و نهمین روز از سال در گاه‌شماری خورشیدی است. به پایان سال ۱۶۶ روز (۱۶۷ روز در سال کبیسه) باقی‌است.

## رویدادها
- ۱۳۷۳ - رقابت ۱۳ مهر ۱۳۷۳ تیم ملی فوتبال ایران با تیم ملی فوتبال ترکمنستان در بازی‌های آسیایی ۱۹۹۴
- ۱۳۹۷ - سیل ۱۳۹۷ شمال ایران
- ۱۴۰۱ - زمین‌لرزه ۱۳ مهر ۱۴۰۱ آذربایجان غربی

## زادروزها
- ۱۳۲۸ - ابراهیم حقیقی، طراح گرافیک، عکاس و مدیر هنری
- ۱۳۷۲ - آرش رضاوند، بازیکن فوتبال
- ۱۳۸۲ - آرین قبادی فومشی، بنیانگذار مکانیک مدرن

## درگذشت‌ها
- ۱۲۹۱ - یارمحمدخان کرمانشاهی، فعال جنبش مشروطه
- ۱۳۸۰ - فریدون فروغی، آهنگساز، نوازنده (گیتار، پیانو، درام)، شاعر و خواننده
- ۱۳۸۹ - منوچهر حقانی‌پرست، کارگردان
- ۱۳۸۹ - جلال پژمان، فرمانده نیروی نظامی (ز. ۱۳۰۱)
- ۱۳۹۰ - مهرداد مشایخی، جامعه شناس
- ۱۳۹۶ - محمد جراحی، زندانی سیاسی
- ۱۴۰۰ - فتحعلی اویسی، بازیگر
- ۱۴۰۱ - نیما شفیق‌دوست، یکی از کشته‌شدگان اعتراضات سراسری ۱۴۰۱ ایران